# A1高速公路 (義大利)

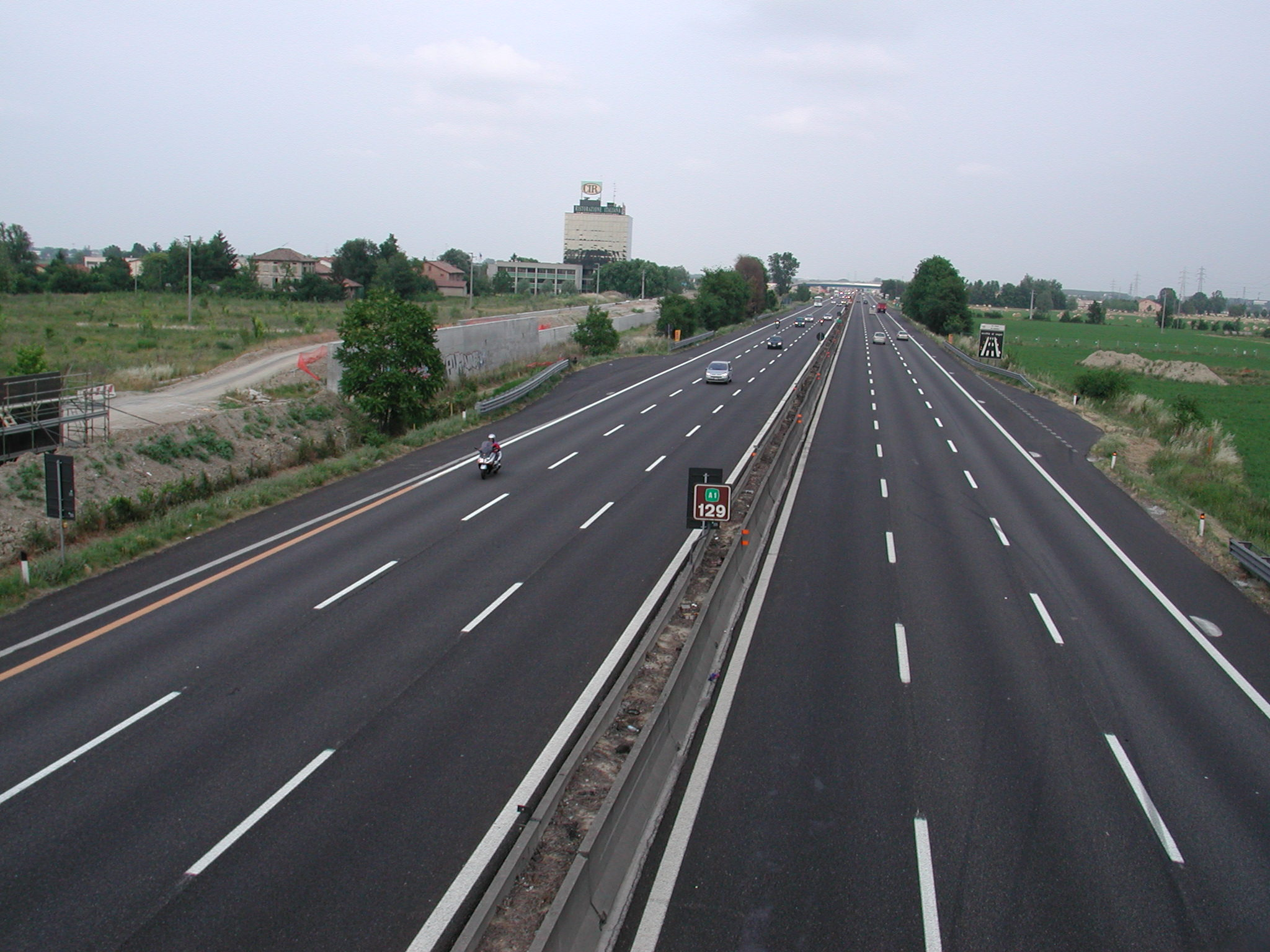
由米蘭至博洛尼亞的一段A1高速公路

A1高速公路（義大利語：Autostrada A1），又稱太陽高速公路（Autostrada del Sole），是一條連接義大利南部最大城市那不勒斯和該國經濟中心米蘭的高速公路，全長759.4公里，是該國最長的高速公路。中間經過首都羅馬、佛羅倫斯、博洛尼亞等重要城市，被視為義大利高速公路的脊樑。
1954年動工，1964年10月4日通車。
羅馬至那不勒斯段曾被編為A2高速公路。全段是歐洲E35公路和歐洲E45公路的一部份。